# Цирен-Дулма Дондокова
Цирен-Дулма Дондокова (бур. Цэрэндулма Дондогой, 1911, улус Байсин Ебир Забайкальська область, Російська імперія (нині Алан, Хоринського району Бурятії) — 2001) — бурятська поетеса, прозаїк, драматургиня, перекладачка. Народна поетеса Бурятії, Заслужений працівник культури Російської Федерації і Бурятії. Член Союзу письменників СРСР і Росії. Лауреатка Республіканської премії Бурятської АРСР.

## Біографія
Комсомолка 20-х років. Закінчила Улан-Уденський педагогічний технікум, вчителювала в Читинській області в с. Ірген.
Викладала у Кяхтинській радянській партійній школі (1934—1936), на робфаці при Бурятському педагогічному інституті (1936—1939). За хорошу громадську та педагогічну роботу була удостоєна премії ЦК ВЦРПС і Наркомату освіти УРСР. Надія Крупська особисто привітала сільську вчительку.
З 1940 по 1948 — редактор навчальної літератури Бурятського книжкового видавництва в Улан-Уде. Перекладала з російської мови на бурятську і готувала до видання шкільні підручники бурятського мовою. У 1948—1953 роках працювала літературним редактором у видавництві словників іноземних та національних мов у Москві.

## Творчість
Перша поетеса Бурятії.
Дебютувала в 1933 році, коли опубліковано її перший вірш. У 1946 р. випустила збірку ліричних віршів «Хоёр дуран» (Дві любові). Друга збірка «Зүрхэнэй сохисо» (Стук серця, 1959) принесла авторці широку популярність.
У наступні роки вийшли збірки віршів «Пером часу», «Камені співають», «Кораловий браслет» (1975). Дві збірки віршів у перекладі на російську мову — «Дівчина з Байкалу» (1963) та «Сонце-гора» — побачили світ у московських видавництвах.
Цирен-Дулма Дондокова переклала бурятською мовою багато творів Пушкіна, Лермонтова, Крилова, Чехова, Тургенєва.

## Вибрані твори
Бурятською мовою
- «Хоёр дуран» (Дві любові). Вірші. Улан-Уде, 1946
- «Зүрхэнэй сохисо» (Стук серця). Вірші, пісні. Улан-Уде, 1959
- «Майн сэсэгүүд» (Травневі квіти). Вірші для дітей. Улан-Уде, 1961
- «Байгалай басаган» (Дівчина з Байкалу). Повість у віршах. Улан-Уде, 1963
- «Наран тээшэ» (До сонця). Вірші і поеми для дітей. Улан-Уде, 1966
- «Далланам, һара шамай» (Машу я місяцю). Вірші. Улан-Уде, 1967
- «Шулуунуууд дуулана» (Камені співають). Поема. Улан-Уде, 1968
- «Гараа үгыш, хүн!» (Дай руку, людино!). Вірші та пісні. Улан-Уде, 1970
- «Үе сагайнгаа гуурһаар» (Пером часу). Вибране. Улан-Уде, 1971
- «Манай басаган» (Наша дівчина). Поема у віршах і прозі. Улан-Уде, 1972
- «Би — Шарлуухайб» (Я — Шарлуухай). Вірші для дітей. Улан-Уде, 1974
- «Шүрэ бугааг» (Кораловий браслет). Вірші і поеми. Улан-Уде, 1975
- «Би — Наран Шарлуухайб» (Я — сонячна Шарлуухай). Улан-Уде, 1980
- «Бү уйла даа, хүүхэлдэйм…» (Не плач, моя лялечко…). 1993
- «Хориин хатад» (Хоринські княгині), історичний роман. 2001

- «Жаргалай мүндэлөөн» (Створення щастя), 1986 (роман про роки колективізації в бурятському улусі)
- «Дабhанай амтан» (Смак солі) (п'єса, у співавторстві з Ф. С. Сахіровим, поставлена на сцені Бурятського державного академічного театру драми імені Хоци Намсараєва)
- «Ехэ хонхо» (Великий дзвін) (п'єса, у співавторстві, поставлена на сцені Бурятського державного академічного театру драми імені Хоци Намсараєва)
- «Чи вдень, чи вночі» (п'єса, у співавторстві, поставлена на сцені Бурятського державного академічного театру драми імені Хоца Намсараєва)
- повість «Ногоохон отог» (Зелений шалаш)
- п'єса «Үншэн сагаан ботогон» (Біле верблюденя-сирота), поставлена на сцені Бурятського театру ляльок «Ульгер»
- дитяча п'єса «Аламжи-Мерген», 1989
- пісні «Хүлеэнэб», «Дэлхэй минии альган дээр», «Холын харгыда» та ін.

## Нагороди
- Народна поетеса Бурятії
- Державна премія Бурятії
- Заслужений працівник культури Бурятії і Росії